# 남휘
남휘(南暉, ? ~ 1454년)는 조선의 문신이다. 시호 소간(昭簡), 본관은 의령(宜靈)이다. 할아버지는 영의정 남재(南在)이고, 아버지는 병조의랑 남경문이며, 외할아버지는 참의(參議) 방순(方恂), 어머니는 온양 방씨이다. 부인은 조선 태종의 넷째 딸 정선공주(貞善公主)이다. 의산군(宜山君)에 봉해지고, 1418년(세종 즉위년) 동지총제(同知摠制), 1419년 판한성부사(判漢城府事), 1425년 평양선위사(平壤宣慰使), 1433년 황주선위사가 되고, 이듬해 사은사로 명나라에 다녀왔다.
정선공주와 혼인한 남휘는 바람끼가 매우 상당했다.
그리하여 3년 상을 지내고 있는 정선공주를 두고 다른 여자들과 바람을 피며 지내 정선공주를 매우 힘들게 만들었다.

## 가족관계
- 증조부 : 남을번(南乙蕃, 1320년(?) ~ 1395년 2월 13일), 검교시중(檢校侍中)
- 할아버지 : 남재(南在, 1351년[2] ~ 1419년) - 조선의 개국 공신으로, 자는 경지, 호는 귀정. 영의정
- 할머니 : 변한국대부인 파평 윤씨(坡平 尹氏)
  - 아버지 : 남경문(南景文, 1370년 - 1395년/1403년) - 병조의랑, 영의정부사에 추증
- 외할아버지 : 방순(方恂) - 판전교시사(判典校侍事), 참의(參議)
  - 어머니 : 숙녕택주(淑寧宅主) 온양 방씨(溫陽 方氏)
    - 형 : 남지(南智, 1392년 ~ 1454년) - 우의정, 좌의정
    - 형 : 남간(南簡, 1400년 ~ 1440년)
    - 부인 : 전주 이씨(全州 李氏) - 조선 태종의 넷째 딸 정선공주(貞善公主)
      - 딸 : 평산 신씨 대사성(大司成) 신자승(申自繩)의 처
      - 아들 : 남빈(南份)
        - 손자 : 남이(南怡, 1441년 ~ 1468년 10월 27일)

## 참고 문헌
- 『의령남씨족보』
- 『세종실록(世宗實錄)』